# فقدان کوآنزیم کیو ۱۰
فقدان کوآنزیم کیو ۱۰ (انگلیسی: Coenzyme Q10 deficiency) بیماری است که در اثر کمبود کوآنزیم کیو ۱۰ ایجاد می‌شود. این بیماری به جهش‌هایی در ژن‌های «COQ2»،«APTX»،«PDSS2»،«PDSS1»،«CABC1» و «COQ9» مرتبط است.
برخی از انواع این بیماری، نسبت به سایر نقائص میتوکندریایی، درمان‌پذیرتر هستند.